# Listriella clymenellae
Listriella clymenellae is een vlokreeftensoort uit de familie van de Liljeborgiidae. De wetenschappelijke naam van de soort is voor het eerst geldig gepubliceerd in 1962 door Mils.